# لیپوفوشینوز سروئید نورونی
لیپوفوشینوز سروئید نورونی (Neuronal ceroid lipofuscinosis) یک نام عمومی برای گروهی از بیماریهای نورودژنراتیو ارثی (حداقل هشت بیماری) است.ویژگی همه این بیماری ها تجمع لیپوپیگمنت (Lipofuscin) در بافتهای بدن است. این اختلال از شایعترین نقائص متابولیک عصبی است اما تشخیص آن ممکن است مشکل باشد. در این بیماری از نظر بالینی، تغییرات رفتاری، هماهنگی کم حرکات، تکلم ضعیف، از دست دادن تدریجی مهارتهای اکتسابی، صرع میوکلونیک، علائم اکستراپیرامیدال، کوری پیشرونده (در اثر آسیب شبکیه یا آتروفی عصب بینایی)، نیستاگموس و وضعیت دسربره دیده می‌شود. از نظر بیوشیمیایی ذخیره رنگدانه‌های چربی «خود فلوروسانس» (Auto fluroscense) یا سروئید و تجمع پروتئینهای فعال کننده اسفنگولیپیدهای A و B (در نوع شیرخوارگی) یا تجمع زیرواحد C آدنوزین تری فسفات سنتاز میتوکندریایی (در سایر اشکال بیماری) دیده می‌شود. در بررسی لنفوسیتها با میکروسکوپ الکترونی در بیوپسی پوست، الگوی ذخیره‌ای مشخص دیده می‌شود. در نوع نوجوانی یا بیماری باتن ، با میکروسکوپ نوری لنفوسیتهای واکوئله مشاهده می‌گردند. در برخی از انواع بیماری بررسی آنزیمی امکانپذیر می‌باشد.

## علائم بالینی

### نوع شیرخوارگی زودرس
در زمان تولد و دوره نوزادی طبیعی هستند. معمولاً در زیر ۱ سالگی با علائم عقب ماندگی ذهنی، سر کوچک، آتروفی عصب بینایی، دژنرسانس شبکیه، رنگ قهوه‌ای ماکولا، تشنج، کاهش تونوس عضلانی، عدم تعادل و میوکلونوس تظاهر می‌کند که در کمتر از ۱۰ سالگی منجر به مرگ بیمار می‌شود.

### نوع شیرخوارگی دیررس
این نوع در کمتر از ۴ سالگی تظاهر می‌کند. تظاهرات آن مانند نوع زود رس است، اما تغییر رنگ قهوه‌ای ماکولا در آن دیده نمی‌شود. کاهش تونوس عضلانی ممکن است رخ دهد. در این نوع هم مرگ در کمتر از ۱۰ سالگی بروز می‌کند.

### نوع نوجوانی
نوع نوجوانی که به نام بیماری باتن (Batten disease) نیز خوانده می‌شود در کمتر از ۷ سالگی تظاهر می‌کند و علائم آن شامل سایکوز، پارکینسونیسم، اشکال بینایی، عدم کوچکی سر، وجود آب مروارید و بقیه علائم نوع شیرخوارگی، پرمویی، پوست تیره، اشکالات نوار مغز، میوکلونوس احتمالی، اختلال خواب، توهم و اختلالات رفتاری، عدم تعادل و کاهش تونوس عضلانی است. مرگ بیمار در کمتر از ۳۰ سالگی رخ می‌دهد.

### نوع بزرگسالی
این نوع که بیماری کوفس (Kufs disease) نیز خوانده می‌شود در بزرگسالی با صرع، عدم تعادل، علائم پیرامیدال یا اکستراپیرامیدال تظاهر می‌کند، اما سن بروز بیماری و یافته‌های بالینی آن بسیار متنوع می‌باشد.

## نقص آنزیم
- در نوع شیرخوارگی زودرس نقص در آنزیم پالمیتوئیل پروتئینتیواستراز
- در نوع شیرخوارگی دیررس نقص در آنزیم تری پپتیدیل پپتیداز یک
- در نوع نوجوانی نقص در یک پروتئین متصل به غشاء بنام پروتئین CLN3
- در نوع بزرگسالی نقص بیوشیمیایی مشخص نشده است.

## توارث ژنتیکی
اتوزوم مغلوب.

## میزان بروز
نادر. نوع شیرخوارگی زودرس در فنلاند نسبتاً شایع می‌باشد.

## روش تشخیص
- بررسی آنزیم: در فیبروبلاستها و گلبولهای سفید در نوع شیرخوارگی زودرس.
- بررسی آنزیم: در لنفوسیتها و گلبولهای سفید درانواع شیرخوارگی دیررس و نوجوانی.

## درمان
در نوع شیرخوارگی زودرس احتمالاً سیستامین مؤثر است. در نوع شیرخوارگی دیررس درمان جایگزینی با آنزیم احتمالاً مؤثر می‌باشد. فاکتور نوروتروفیک ۳ (مجموعه پلی پپتیدهایی که از رشد، افتراق و بقای سلولهای عصبی حمایت می‌کند نظیر فاکتور رشد نورونی) نیز ممکن است مؤثر باشند.

## آزمون تشخیص قبل از تولد
بررسی جهش در آمنیوسیتهای کشت شده در انواع شیرخوارگی دیررس و نوجوانی، بررسی آنزیم در آمنیوسیتها و نمونه پرز کوریونی در نوع شیرخوارگی زودرس.